# Saint-Georges-en-Auge
Saint-Georges-en-Auge, [sɛ̃ʒɔʁʒɑ̃'noːʒ] ou simplesmente [sɛ̃'ʒɔʁʒ], é uma ex-comuna francesa na região administrativa da Normandia, no departamento de Calvados. Estendeu-se por uma área de 5,05 km². Em 2010 a comuna tinha 96 habitantes (densidade: 19 hab./km²).
Em 1 de janeiro de 2017 foi fundida com as comunas de Saint-Pierre-sur-Dives, Boissey, Bretteville-sur-Dives, Hiéville, Mittois, Montviette, L'Oudon, Ouville-la-Bien-Tournée, Sainte-Marguerite-de-Viette, Thiéville, Vaudeloges e Vieux-Pont-en-Auge para a criação da nova comuna de Saint-Pierre-en-Auge.